# Kevin Behrens
Kevin Behrens (Bremen, 3 februari 1991) is een Duits profvoetballer die anno 2024 als aanvaller speelt voor VfL Wolfsburg. Behrens maakte in 2023 zijn debuut voor het Duitse nationale elftal.

## Clubcarrière
Behrens speelde het grootste deel van zijn carrière in de Regionalliga en speelde voor Werder Bremen III, SV Wilhelmshaven, Hannover 96 II, Alemannia Aachen, Rot-Weiss Essen, 1. FC Saarbrücken en SV Sandhausen.
In 2018 maakte hij twee stappen omhoog en ging in de 2. Bundesliga voor SV Sandhausen spelen.
Behrens stapte in de zomer van 2021 over naar de Bundesliga-club Union Berlin.
Op de eerste speeldag van het seizoen 2023-24 scoorde Behrens op 20 augustus 2023 zijn eerste hattrick in de Bundesliga, allemaal met het hoofd, in de met 4-1 gewonnen thuiswedstrijd tegen 1. FSV Mainz 05.

## Internationale carrière
In oktober 2023 werd Behrens voor het eerst opgeroepen voor de A-selectie van het Duitse nationale elftal voor twee vriendschappelijke wedstrijden tegen de Verenigde Staten en Mexico. Hij debuteerde op 18 oktober 2023 tegen de Verenigde Staten, toen hij in de 87e minuut inviel voor Jamal Musiala. De wedstrijd eindigde in een 2-2 gelijkspel. 

## Erelijst
1. FC Saarbrücken
- Saarlandbeker: 2017
- Regionalliga Südwest: 2018

## Persoonlijk
Zijn zus Kim van de Velde (getrouwd met Steven van de Velde) is een volleybal- en beachvolleybalspeelster. 
1 Grabara ·
2 Fischer ·
3 Bornauw ·
4 Koulierakis ·
5 Zesiger ·
6 Vranckx ·
9 Amoura ·
10 Nmecha ·
11 Tomás ·
12 Pervan ·
13 Rogério ·
14 Białek ·
16 Kamiński ·
17 Behrens ·
18 Vavro ·
19 Majer ·
20 Baku ·
21 Mæhle ·
22 Angely ·
23 Wind ·
24 Dárdai ·
27 Arnold  ·
29 Müller ·
30 Klinger ·
31 Gerhardt ·
32 Svanberg ·
39 Wimmer ·
40 Paredes ·
Coach: Hasenhüttl